# The Trouble with Being Born (película)
The Trouble with Being Born (Del inconveniente de haber nacido) es una película dramática de ciencia ficción de 2020 dirigida y coescrita por Sandra Wollner. Es una coproducción internacional de Austria y Alemania y la protagoniza Lena Watson en el papel de un androide que fue construido por un padre (Dominik Warta) como una réplica de su pequeña hija que desapareció años antes.
The Trouble with Being Born se estrenó en el 70.º Festival Internacional de Cine de Berlín. En España se presentó en la Sección Zalbaltegi Tabakalera del 68.º Festival Internacional de Cine de San Sebastián.

## Sinopsis
Elli es un androide que vive con un hombre al que llama «padre». Es capaz de recordar cualquier cosa programada. Parece que está vivo pero es un robot. Es un relato de una máquina y de los fantasmas que los humanos llevan dentro.

## Reparto
- Lena Watson como Elli / Emil, un androide construido por Georg
- Dominik Warta como Georg[6]
- Ingrid Burkhard como la Sra. Schikowa
- Jana McKinnon como Elli, la hija humana de Georg
- Simon Hatzl como Toni

## Producción
La directora y coguionista Sandra Wollner se ha referido a la película como una "antítesis de Pinocho". Inicialmente, Wollner tenía la intención de contratar a una actriz de 20 años para el papel de la androide Elli, pero después de eliminar algunos de los elementos más explícitos del guion de la película, en su lugar eligió a la actriz de 10 años Lena Watson para el papel. Las escenas en las que se representa a la androide Elli desnuda se lograron utilizando imágenes generadas por ordenador. Watson también usó una máscara de silicona y una peluca, que sirvieron para ocultar su identidad y para parecerse a otra actriz que aparece después en la película.

## Lanzamiento y recepción
The Trouble with Being Born se estrenó mundialmente en el 70 ° Festival Internacional de Cine de Berlín el 25 de febrero de 2020, como parte de la sección Encuentros del festival. Se informó que varios miembros de la audiencia se retiraron durante el estreno. La película recibió el Premio Especial del Jurado en la sección Encuentros.
Jonathan Romney de Screen Daily calificó la película como "un logro poderoso y revelador [...] complejo, ingeniosamente elaborado, a veces deliberadamente desconcertante". Jessica Kiang de Variety la calificó como una "película desesperadamente espeluznante, mareada y que invita a la reflexión", y concluyó: "La inteligencia lacerante y el arte fascinante de Wollner hacen que este riff extraordinariamente efusivo de la leyenda de 'Pinocho' [...] sea mucho más que provocación vacía". 
El Festival Internacional de Cine de Melbourne decidió no proyectar la película en su festival de 2020, citando preocupaciones expresadas por dos psicólogos de que podría "[normalizar] el interés sexual en los niños".